# Copa ACLAV 2005
La Copa ACLAV 2005 fue la primera edición de la segunda competencia nacional más importante a nivel de clubes de vóley masculino en la Argentina.
La fase final se jugó en Rosario, donde el local, Rosario Sonder se proclamó campeón.

## Equipos participantes
Del certamen participaron los doce equipos de la temporada.
| Club             | Localidad                     |
| ---------------- | ----------------------------- |
| Alianza Córdoba  | Jesús María, Córdoba          |
| Azul Vóley Club  | Azul, Buenos Aires            |
| Boca Juniors     | Buenos Aires                  |
| Bolívar          | Bolívar, Buenos Aires         |
| Club de Amigos   | Carmen de Areco, Buenos Aires |
| Gigantes del Sur | Neuquén, Neuquén              |
| Misiones Vóley   | Posadas, Misiones             |
| Obras Sanitarias | San Juan, San Juan            |
| River Plate      | Chascomús, Buenos Aires       |
| Rosario Sonder   | Rosario, Santa Fe             |
| Social Monteros  | Monteros, Tucumán             |
| Vélez Sársfield  | Benito Juárez, Buenos Aires   |

## Sistema de disputa
Se jugaron tres weekends. En cada uno de ellos, los equipos se dividieron en cuatro grupos de tres equipos cada uno, con uno de los tres ejerciendo de local en todo el weekend. Cada día se jugaba un partido de cada grupo. Todos los equipos fueron locales, pero no todos jugaron contra todos. Los cuatro mejores avanzaron a cuartos de final, mientras que los otros ocho jugaron una ronda previa.

## Primera fase
| Pos. | Equipo           | Partidos | Partidos | Partidos | Sets | Sets | Tantos | Tantos | Pts    |
| Pos. | Equipo           | PJ       | PG       | PP       | SG   | SP   | TG     | TP     | Pts    |
| ---- | ---------------- | -------- | -------- | -------- | ---- | ---- | ------ | ------ | ------ |
| 1.º  | Rosario Sonder   | 6        | 6        | 0        | 18   | 0    | 464    | 367    | 15 (*) |
| 2.º  | Misiones Vóley   | 6        | 5        | 1        | 17   | 7    | 555    | 492    | 12 (*) |
| 3.º  | Boca Juniors     | 6        | 4        | 2        | 12   | 10   | 516    | 526    | 11     |
| 4.º  | Club de Amigos   | 6        | 4        | 2        | 13   | 9    | 497    | 461    | 11     |
| 5.º  | Bolívar          | 6        | 4        | 2        | 13   | 10   | 539    | 509    | 11     |
| 6.º  | Vélez Sársfield  | 6        | 4        | 2        | 13   | 13   | 581    | 591    | 9      |
| 7.º  | Gigantes del Sur | 6        | 3        | 3        | 10   | 13   | 504    | 498    | 7      |
| 8.º  | Alianza Córdoba  | 6        | 2        | 4        | 8    | 13   | 464    | 506    | 6      |
| 9.º  | River Plate      | 6        | 1        | 5        | 9    | 15   | 526    | 551    | 6      |
| 10.º | Social Monteros  | 6        | 2        | 4        | 11   | 14   | 531    | 560    | (*)    |
| 11.º | Azul Vóley       | 6        | 1        | 5        | 7    | 15   | 456    | 507    | 4      |
| 12.º | Obras San Juan   | 6        | 1        | 5        | 5    | 17   | 462    | 510    | 2      |

|     |                                 |
|     | Clasificado a cuartos de final. |
|     | Clasificado a octavos de final. |
| (*) | Se le descontaron 3 puntos.     |

| Weekend 1        | Weekend 1         | Weekend 1 | Weekend 1         | Weekend 1 | Weekend 1 | Weekend 1 | Weekend 1 | Weekend 1 |
| Fecha            | Local             | Resul     | Visitante         | Set 1     | Set 2     | Set 3     | Set 4     | Set 5     |
| ---------------- | ----------------- | --------- | ----------------- | --------- | --------- | --------- | --------- | --------- |
| 23 de septiembre | Azul Vóley        | 0 - 3     | Alianza Córdoba   | 17-25     | 24-26     | 22-25     | —         | —         |
| 23 de septiembre | River Plate       | 3 - 0     | Obras de San Juan | 25-21     | 25-19     | 25-23     | —         | —         |
| 23 de septiembre | Club de Amigos    | 3 - 2     | Gigantes del Sur  | 25-20     | 18-25     | 20-25     | 25-18     | 15-8      |
| 23 de septiembre | Misiones Voley    | 3 - 0     | Boca Juniors      | 25-23     | 25-21     | 25-18     | —         | —         |
| 24 de septiembre | Club de Amigos    | 1 - 3     | Orígenes Bolívar  | 18-25     | 25-19     | 23-25     | 19-25     | —         |
| 24 de septiembre | Misiones Voley    | 3 - 0     | Monteros          | 25-22     | 25-16     | 25-12     | —         | —         |
| 24 de septiembre | Alianza Córdoba   | 0 - 3     | Rosario Sonder    | 20-25     | 18-25     | 18-25     | —         | —         |
| 24 de septiembre | Obras de San Juan | 1 - 3     | Vélez Sarsfield   | 25-22     | 23-25     | 19-25     | 28-30     | —         |
| 25 de septiembre | Orígenes Bolívar  | 3 - 0     | Gigantes del Sur  | 25-19     | 25-23     | 25-20     | —         | —         |
| 25 de septiembre | Boca Juniors      | 3 - 2     | Social Monteros   | 25-22     | 25-27     | 25-12     | 24-26     | 15-12     |
| 25 de septiembre | Azul Voley        | 0 - 3     | Rosario Sonder    | 13-25     | 16-25     | 19-25     | —         | —         |
| 25 de septiembre | River Plate       | 2 - 3     | Vélez Sarsfield   | 25-21     | 25-18     | 23-25     | 19-25     | 15-17     |

| Weekend 2        | Weekend 2         | Weekend 2 | Weekend 2         | Weekend 2 | Weekend 2 | Weekend 2 | Weekend 2 | Weekend 2 |
| Fecha            | Local             | Resul     | Visitante         | Set 1     | Set 2     | Set 3     | Set 4     | Set 5     |
| ---------------- | ----------------- | --------- | ----------------- | --------- | --------- | --------- | --------- | --------- |
| 30 de septiembre | Misiones Voley    | 3 - 2     | River Plate       | 23-25     | 25-22     | 24-26     | 25-17     | 15-13     |
| 30 de septiembre | Alianza Córdoba   | 3 - 0     | Gigantes del Sur  | 25-16     | 25-22     | 25-20     | —         | —         |
| 30 de septiembre | Obras de San Juan | 1 - 3     | Boca Juniors      | 25-18     | 20-25     | 25-19     | 25-13     | —         |
| 30 de septiembre | Club de Amigos    | 3 - 1     | Azul Voley        | 18-25     | 25-12     | 25-17     | 25-18     | —         |
| 1 de octubre     | Orígenes Bolívar  | 3 - 2     | River Plate       | 24-26     | 25-19     | 21-25     | 25-22     | 17-15     |
| 1 de octubre     | Social Monteros   | 3 - 1     | Gigantes del Sur  | 25-22     | 18-25     | 25-23     | 25-21     | —         |
| 1 de octubre     | Rosario Sonder    | 3 - 0     | Boca Juniors      | 29-27     | 32-30     | 25-22     | —         | —         |
| 1 de octubre     | Vélez Sarsfield   | 3 - 2     | Azul Voley        | 25-18     | 19-25     | 29-27     | 22-25     | 22-20     |
| 2 de octubre     | Club de Amigos    | 3 - 0     | Vélez Sarsfield   | 25-22     | 25-14     | 26-24     | —         | —         |
| 2 de octubre     | Misiones Voley    | 3 - 1     | Orígenes Bolívar  | 25-20     | 25-19     | 18-25     | 25-21     | —         |
| 2 de octubre     | Alianza Córdoba   | 3 - 1     | Social Monteros   | 25-22     | 20-25     | 25-18     | 25-23     | —         |
| 2 de octubre     | Rosario Sonder    | 3 - 0     | Obras de San Juan | 25-15     | 25-22     | 25-17     | —         | —         |

| Weekend 3    | Weekend 3        | Weekend 3 | Weekend 3         | Weekend 3 | Weekend 3 | Weekend 3 | Weekend 3 | Weekend 3 |
| Fecha        | Local            | Resul     | Visitante         | Set 1     | Set 2     | Set 3     | Set 4     | Set 5     |
| ------------ | ---------------- | --------- | ----------------- | --------- | --------- | --------- | --------- | --------- |
| 7 de octubre | Rosario Sonder   | 3 - 0     | River Plate       | 26-24     | 25-21     | 27-25     | —         | —         |
| 7 de octubre | Gigantes del Sur | 3 - 1     | Vélez Sarsfield   | 25-22     | 19-25     | 26-24     | 25-21     | —         |
| 7 de octubre | Boca Juniors     | 3 - 0     | Orígenes Bolívar  | 28-26     | 27-25     | 25-23     | —         | —         |
| 7 de octubre | Social Monteros  | 3 - 1     | Azul Voley        | 25-19     | 18-25     | 25-16     | 25-23     | —         |
| 8 de octubre | Misiones Voley   | 3 - 1     | Gigantes del Sur  | 25-20     | 28-26     | 14-25     | 25-22     | —         |
| 8 de octubre | Boca Juniors     | 3 - 1     | Alianza Córdoba   | 25-18     | 25-23     | 25-27     | 31-29     | —         |
| 8 de octubre | Azul Voley       | 3 - 0     | Obras de San Juan | 25-14     | 25-20     | 25-19     | —         | —         |
| 8 de octubre | Club de Amigos   | 3 - 0     | River Plate       | 30-28     | 25-19     | 25-17     | —         | —         |
| 9 de octubre | Rosario Sonder   | 3 - 0     | Club de Amigos    | 25-22     | 25-18     | 25-20     | —         | —         |
| 9 de octubre | Orígenes Bolívar | 3 - 1     | Alianza Córdoba   | 26-24     | 25-19     | 23-25     | 25-14     | —         |
| 9 de octubre | Vélez Sarsfield  | 3 - 2     | Misiones Voley    | 25-22     | 24-26     | 25-20     | 15-25     | 15-10     |
| 9 de octubre | Social Monteros  | 2 - 3     | Obras de San Juan | 25-20     | 23-25     | 23-25     | 25-17     | 12-15     |

## Segunda fase
|  | Octavos de final | Octavos de final | Octavos de final |                  |   | Cuartos de final | Cuartos de final | Cuartos de final |  |     | Semifinales    | Semifinales | Semifinales |  |     | Final          | Final | Final |  |
|  |                  |                  |                  |                  |   |                  |                  |                  |  |     |                |             |             |  |     |                |       |       |  |
|  |                  |                  |                  |                  |   |                  |                  |                  |  |     |                |             |             |  |     |                |       |       |  |
|  |                  |                  |                  |                  |   |                  |                  |                  |  |     |                |             |             |  |     |                |       |       |  |
|  |                  |                  |                  |                  |   |                  |                  |                  |  |     |                |             |             |  |     |                |       |       |  |
|  |                  |                  |                  |                  |   |                  |                  |                  |  |     |                |             |             |  |     |                |       |       |  |
|  |                  | 1.°              | Rosario Sonder   | 3                |   |                  |                  |                  |  |     |                |             |             |  |     |                |       |       |  |
|  |                  |                  |                  | 3                |   |                  |                  |                  |  |     |                |             |             |  |     |                |       |       |  |
|  |                  |                  | 8.°              | Alianza Córdoba  | 0 |                  |                  |                  |  |     |                |             |             |  |     |                |       |       |  |
|  | 8.°              | Alianza Córdoba  | 8.°              | Alianza Córdoba  | 0 | 3                |                  |                  |  |     |                |             |             |  |     |                |       |       |  |
|  | 8.°              | Alianza Córdoba  |                  |                  |   |                  |                  |                  |  |     |                |             |             |  |     |                |       |       |  |
|  | 9.°              | River Plate      | 1                |                  |   |                  |                  |                  |  |     |                |             |             |  |     |                |       |       |  |
|  | 9.°              | River Plate      | 1                |                  |   |                  |                  |                  |  | 1.° | Rosario Sonder | 3           |             |  |     |                |       |       |  |
|  |                  |                  |                  |                  |   |                  |                  |                  |  | 1.° | Rosario Sonder | 3           |             |  |     |                |       |       |  |
|  |                  |                  | 5.°              | Orígenes Bolívar | 1 |                  |                  |                  |  |     |                |             |             |  |     |                |       |       |  |
|  |                  |                  | 5.°              | Orígenes Bolívar | 1 |                  |                  |                  |  |     |                |             |             |  |     |                |       |       |  |
|  |                  |                  |                  |                  |   |                  |                  |                  |  |     |                |             |             |  |     |                |       |       |  |
|  |                  |                  |                  |                  |   |                  |                  |                  |  |     |                |             |             |  |     |                |       |       |  |
|  |                  | 4.°              | Club de Amigos   | 0                |   |                  |                  |                  |  |     |                |             |             |  |     |                |       |       |  |
|  |                  |                  |                  | 0                |   |                  |                  |                  |  |     |                |             |             |  |     |                |       |       |  |
|  |                  |                  | 5.°              | Orígenes Bolívar | 3 |                  |                  |                  |  |     |                |             |             |  |     |                |       |       |  |
|  | 5.°              | Orígenes Bolívar | 5.°              | Orígenes Bolívar | 3 | 3                |                  |                  |  |     |                |             |             |  |     |                |       |       |  |
|  | 5.°              | Orígenes Bolívar |                  |                  |   |                  |                  |                  |  |     |                |             |             |  |     |                |       |       |  |
|  | 12.°             | Obras (SJ)       | 0                |                  |   |                  |                  |                  |  |     |                |             |             |  |     |                |       |       |  |
|  | 12.°             | Obras (SJ)       | 0                |                  |   |                  |                  |                  |  |     |                |             |             |  | 1.° | Rosario Sonder | 3     |       |  |
|  |                  |                  |                  |                  |   |                  |                  |                  |  |     |                |             |             |  | 1.° | Rosario Sonder | 3     |       |  |
|  |                  |                  | 2.°              | Misiones Vóley   | 1 |                  |                  |                  |  |     |                |             |             |  |     |                |       |       |  |
|  |                  |                  | 2.°              | Misiones Vóley   | 1 |                  |                  |                  |  |     |                |             |             |  |     |                |       |       |  |
|  |                  |                  |                  |                  |   |                  |                  |                  |  |     |                |             |             |  |     |                |       |       |  |
|  |                  |                  |                  |                  |   |                  |                  |                  |  |     |                |             |             |  |     |                |       |       |  |
|  |                  | 2.°              | Misiones Vóley   | 3                |   |                  |                  |                  |  |     |                |             |             |  |     |                |       |       |  |
|  |                  |                  |                  | 3                |   |                  |                  |                  |  |     |                |             |             |  |     |                |       |       |  |
|  |                  |                  | 7.°              | Gigantes del Sur | 1 |                  |                  |                  |  |     |                |             |             |  |     |                |       |       |  |
|  | 7.°              | Gigantes del Sur | 7.°              | Gigantes del Sur | 1 | 3                |                  |                  |  |     |                |             |             |  |     |                |       |       |  |
|  | 7.°              | Gigantes del Sur |                  |                  |   |                  |                  |                  |  |     |                |             |             |  |     |                |       |       |  |
|  | 10.°             | Social Monteros  | 0                |                  |   |                  |                  |                  |  |     |                |             |             |  |     |                |       |       |  |
|  | 10.°             | Social Monteros  | 0                |                  |   |                  |                  |                  |  | 2.° | Misiones Vóley | 3           |             |  |     |                |       |       |  |
|  |                  |                  |                  |                  |   |                  |                  |                  |  | 2.° | Misiones Vóley | 3           |             |  |     |                |       |       |  |
|  |                  |                  | 3.°              | Boca Juniors     | 1 |                  |                  |                  |  |     |                |             |             |  |     |                |       |       |  |
|  |                  |                  | 3.°              | Boca Juniors     | 1 |                  |                  |                  |  |     |                |             |             |  |     |                |       |       |  |
|  |                  |                  |                  |                  |   |                  |                  |                  |  |     |                |             |             |  |     |                |       |       |  |
|  |                  |                  |                  |                  |   |                  |                  |                  |  |     |                |             |             |  |     |                |       |       |  |
|  |                  | 3.°              | Boca Juniors     | 3                |   |                  |                  |                  |  |     |                |             |             |  |     |                |       |       |  |
|  |                  |                  |                  | 3                |   |                  |                  |                  |  |     |                |             |             |  |     |                |       |       |  |
|  |                  |                  | 11.°             | Azul Vóley       | 0 |                  |                  |                  |  |     |                |             |             |  |     |                |       |       |  |
|  | 6.°              | Vélez Sarsfield  | 11.°             | Azul Vóley       | 0 | 2                |                  |                  |  |     |                |             |             |  |     |                |       |       |  |
|  | 6.°              | Vélez Sarsfield  |                  |                  |   |                  |                  |                  |  |     |                |             |             |  |     |                |       |       |  |
|  | 11.°             | Azul Vóley       | 3                |                  |   |                  |                  |                  |  |     |                |             |             |  |     |                |       |       |  |
|  | 11.°             | Azul Vóley       | 3                |                  |   |                  |                  |                  |  |     |                |             |             |  |     |                |       |       |  |
|  |                  |                  |                  |                  |   |                  |                  |                  |  |     |                |             |             |  |     |                |       |       |  |

### Octavos de final
| Fecha         | Local            | Resul | Visitante        | Set 1 | Set 2 | Set 3 | Set 4 | Set 5 |
| ------------- | ---------------- | ----- | ---------------- | ----- | ----- | ----- | ----- | ----- |
| 12 de octubre | Alianza Córdoba  | 3 - 1 | River Plate      | 25-17 | 25-23 | 18-25 | 25-13 | —     |
| 12 de octubre | Orígenes Bolívar | 3 - 0 | Obras (San Juan) | 25-14 | 25-22 | 25-21 | —     | —     |
| 12 de octubre | Vélez Sársfield  | 2 - 3 | Azul Vóley       | 24-26 | 22-25 | 25-21 | 25-17 | 13-15 |
| 12 de octubre | Gigantes del Sur | 3 - 0 | Social Monteros  | 25-18 | 25-15 | 25-19 | —     | —     |

### Cuartos de final
| Fecha         | Local          | Resul | Visitante        | Set 1 | Set 2 | Set 3 | Set 4 | Set 5 |
| ------------- | -------------- | ----- | ---------------- | ----- | ----- | ----- | ----- | ----- |
| 13 de octubre | Rosario Sonder | 3 - 0 | Alianza Córdoba  | 25-18 | 25-16 | 28-26 | —     | —     |
| 13 de octubre | Club de Amigos | 0 - 3 | Orígenes Bolívar | 28-30 | 22-25 | 18-25 | —     | —     |
| 13 de octubre | Boca Juniors   | 3 - 0 | Azul Vóley       | 25-16 | 25-17 | 25-17 | —     | —     |
| 13 de octubre | Misiones Vóley | 3 - 1 | Gigantes del Sur | 25-22 | 25-23 | 23-25 | 25-21 | —     |

### Semifinales
| Fecha         | Local          | Resul | Visitante        | Set 1 | Set 2 | Set 3 | Set 4 | Set 5 |
| ------------- | -------------- | ----- | ---------------- | ----- | ----- | ----- | ----- | ----- |
| 14 de octubre | Misiones Vóley | 3 - 1 | Boca Juniors     | 26-28 | 25-18 | 25-22 | 25-19 | —     |
| 14 de octubre | Rosario Sonder | 3 - 1 | Orígenes Bolívar | 20-25 | 25-23 | 25-20 | 25-18 | —     |

### Final
| Fecha         | Local          | Resul | Visitante      | Set 1 | Set 2 | Set 3 | Set 4 | Set 5 |
| ------------- | -------------- | ----- | -------------- | ----- | ----- | ----- | ----- | ----- |
| 15 de octubre | Rosario Sonder | 3 - 1 | Misiones Vóley | 25-15 | 25-21 | 17-25 | 25-23 | —     |